# Період Дзьомон

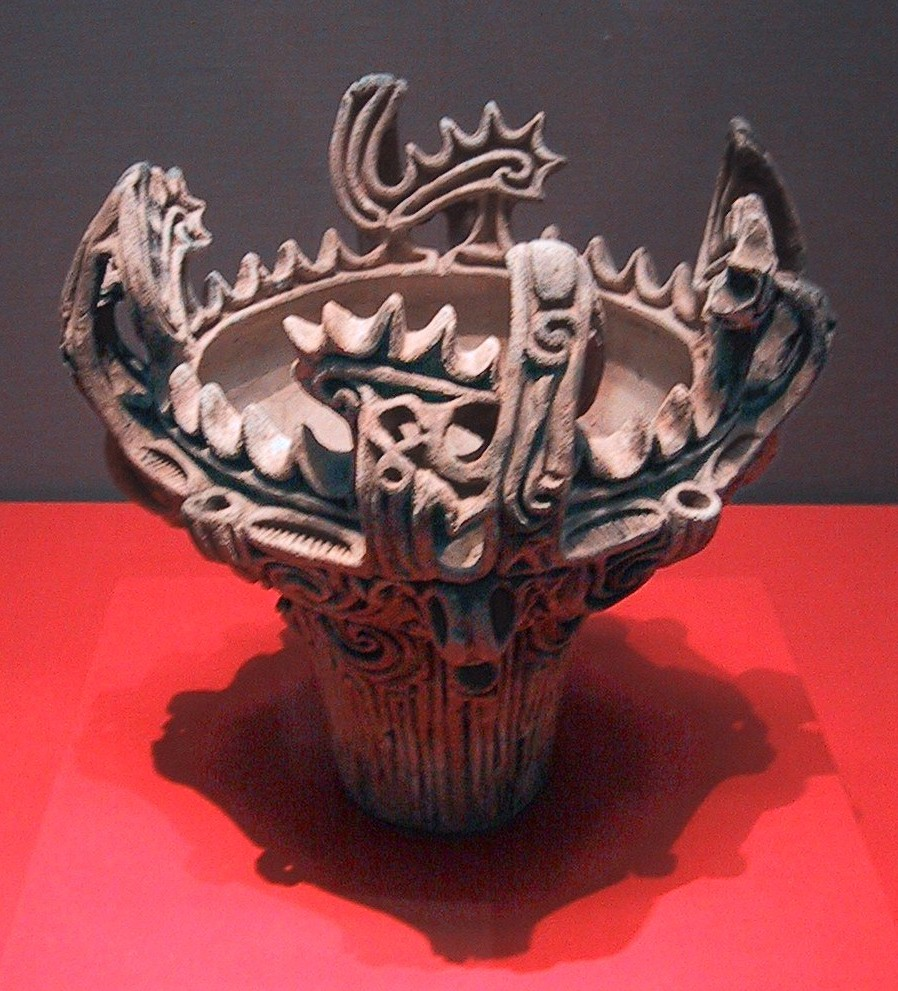
«Палаюча кераміка» середньої доби періоду Дзьомон (стоянка Уматака, Наґаока, Ніїґата. Токійський національний музей)

Пері́од Дзьóмон (яп. 縄文時代, じょうもんじだい, МФА: [d͡ʑomoɴ d͡ʑidai̯]) — період в історії Японії. Тривав з 11 тисячоліття до середини 1 тисячоліття до Р. Х. За археологічною періодизацією історії країн відповідає мезоліту і неоліту. Протягом цього періоду на Японському архіпелазі домінувала культура Дзьомон (яп. 縄文文化, じょうもんぶんか, МФА: [d͡ʑomoɴ bunka]) або Культура шнурової кераміки.

## Короткі відомості
Епоха, протягом якої в Японії використовували шнуровану кераміку, називається періодом шнурової кераміки або періодом Дзьомон. Культуру цього періоду називають культурою шнурової кераміки або культурою Дзьомон. Від докерамічної палеолітичної епохи період Дзьомон відрізняється появою кераміки, а також луку зі стрілами. Питання про японське або іноземне походження дзьомонівської кераміки залишається відкритим.
Лук і стріли прийшли на заміну палеолітичному спису. Вони були першою механічною зброєю людини. Поява луку змінила спосіб полювання і підвищила його ефективність на малих тварин. Кераміка ж виникла в результаті усвідомлення людиною хімічної мінливості речовин. М'яка і пластична глина під час тривалого опалювання перетворювалася на твердий посуд. Завдяки кераміці люди навчилися варити і тушкувати їжу. Це сприяло збагаченню раціону новими продуктами та покращенню якості харчування.
Станом на 1994 рік, найдавнішим керамічним виробом на території Японії вважався «глечик з квасолеподібним орнаментом», знайдений в печері монастиря Сенпуку (Сасебо, Наґасакі) і датований 11 тисячоліттям до Р. Х. Від цієї часової точки відраховують початок періоду Дзьомон, що тривав 10 тисяч років. В цю епоху культура виготовлення кераміки поширилися по всьому Японському архіпелагу — від Хоккайдо до Рюкю. На тлі інших неолітичних керамічних культур стародавнього світу ця культура була унікальною для Японії.
Дзьомонівській кераміці притаманна локальна диференціація, схожість стилів та часова тяглість. Тобто, вона поділяється на декілька регіональних типів, що розвивалися еволюційним шляхом і мали подібні між собою орнаментальні мотиви. Найбільші відмінності в японській неолітичній кераміці спостерігаються у виробах Західної і Східної Японії. В свою чергу, в східнояпонській кераміці періоду Дзьомон виділяють Північно-східний та Кантоський типи. Останній також поділяється на ряд локальних підтипів. Незважаючи на регіональні відмінності, усі типи кераміки Дзьомон мають спільні риси, що дозволяє говорити про існування на островах єдиної археологічної культури.
Точна кількість стоянок періоду Дзьомон невідома. Станом на 1994 рік їх приблизна кількість становила 100 тисяч. Це може свідчити про відносно високу для неолітичних суспільств густоту населення Японського архіпелагу. До 1990-х років більшість стоянок знаходилась у Східній Японії, проте завдяки роботі західнояпонських археологів різниця в кількості стоянок між Заходом і Сходом скоротилася. На думку японського етнолога Коями Сюдзо населення Японії на початку періоду Дзьомон становило 20 тисяч осіб, в середній фазі — 260 тисяч осіб, а наприкінці періоду — 76 тисяч осіб.

## Періодизація
Для періоду Дзьомон використовують археологічну періодизацію. Вона базується типологізації керамічних пам'яток, вік яких визначається радіовуглецевим методом. За цим методом період Дзьомон поділяють на 6 великих часових відрізків:
Окрім цієї загальноприйнятої періодизації існують інші варіанти. Переший передбачає поділ періоду Дзьомон на дві доби — ранню і пізню, межею для яких виступає 3 — 2 тисячоліття до Р. Х. У другому варіанті періодизації виділяється чотири часові фази: становлення (11 — 4 тисячоліття до Р. Х.), розвитку (4 — середини 2 тисячоліття до Р. Х.), зрілості (кінця 2 тисячоліття — початку 1 тисячоліття) та кінця (середина 1 тисячоліття). Поряд із загальними періодизаціями існують локальні, які враховують особливості розвитку джьомонівської кераміки лише у певних регіонах.

## Суспільство
Пращури носіїв культури Дзьомон прибули до Японського архіпелагу у пізньому палеоліті. Питання їхньої генези є дискусійним в історіографії. З кінця 20 століття обстоюються теорії північноазійського та південноазійського походження джьомонівців. Їхніми прямими нащадками вважають айнів, рюкюсців та північно-східних яматосців.

### Господарство

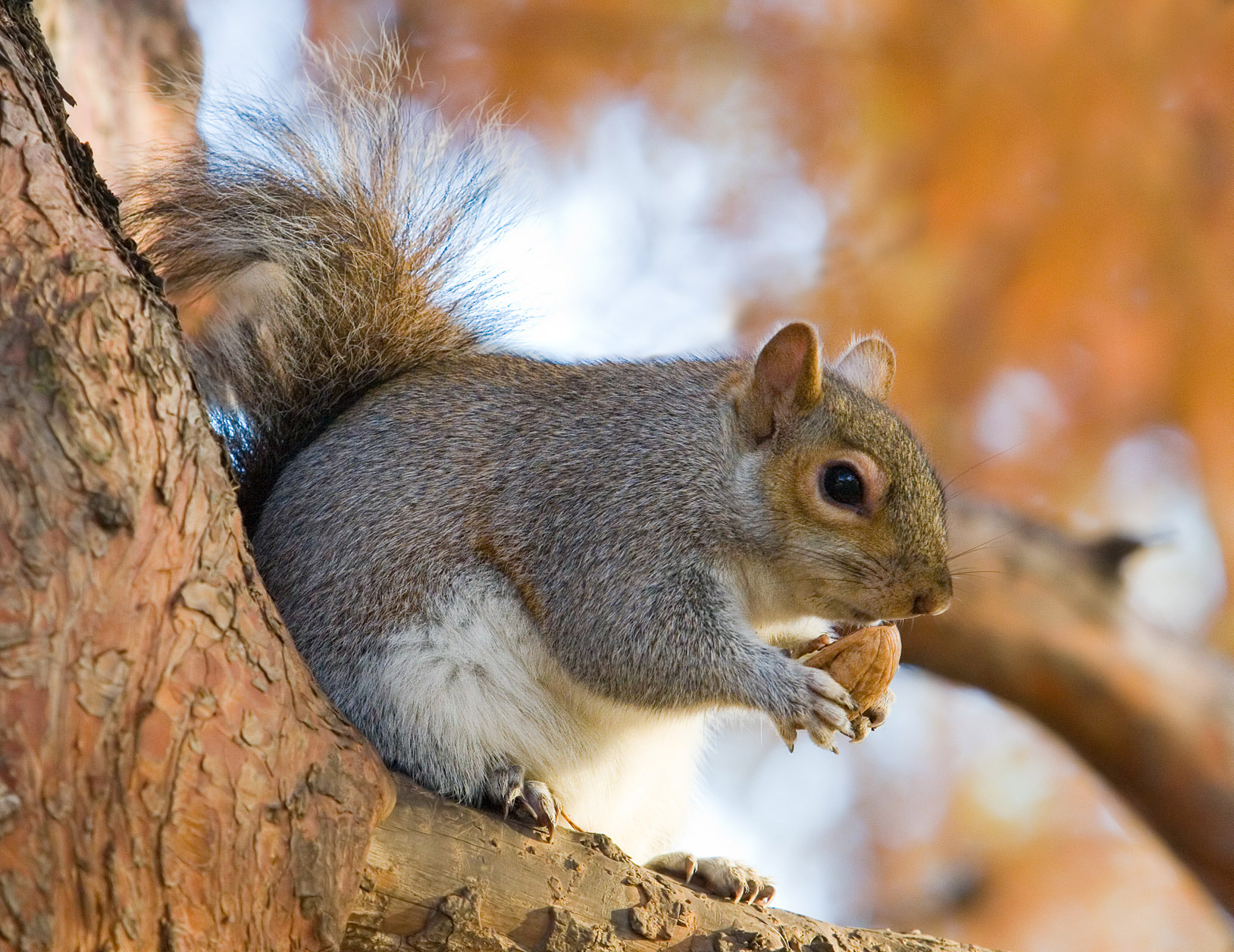
Жолуді — основна харчова культура джьомонівців

Господарчу основу японського суспільства періоду Дзьомон складали полювання, рибальство і збирання рослинних продуктів. Існують припущення, що неолітичне населення архіпелагу знало примітивне підсічно-вогневе землеробство, а також змогло одомашнювати диких кабанів.
На полюванні джьомонівці найчастіше використовували прості луки. Археологи знаходять рештки цієї зброї переважно у торф'яних шарах стоянок, розміщених у болотистих низинах. На 1994 рік вчені виявили лише 30 повністю уцілілих луків. Вони виготовлялися, як правило, з головчасто-тисових видів дерев і покривалися чорним лаком. Вістря стріл майструвалися з твердого каменю обсидіану. На відміну від луку, спис вживали рідко. Рештки списів часто виявляють на Хоккайдо і Північно-східному регіоні, проте вони є рідкістю для регіону Канто. У Західній Японії списи майже не зустрічаються. Крім зброї на полюванні також використовували собак і вовчі ями. Найчастіше мешканці Японського архіпелагу полювали на кабанів, оленів, диких качок та фазанів.
Рибу і морські продукти джьомонівці вудили, гарпунили або виловлювали рибацькими сітками. З мушлевих насипів, тогочасних смітників, вчені знаходять вудильні гачки, вістря малих і великих гарпунів, рибацькі плавці та грузики. Більшість цих знарядь виготовлені з кістки оленя. Їх виявляють переважно у стоянках, розташованих на річкових і морських узбережжях. Ці знаряддя використовували в певні пори року і були орієнтовані на певні види риб: бонітів, червоних пагрів, морських судаків та різні види мушлевих. Вудки і гарпуни були індивідуальними знаряддями, а сітки — колективними. Особливого розвитку рибальство набуло після середньої епохи періоду Дзьомон.
Збиральництво відігравало в господарському житті джьомонівців провідну роль. Продукти рослинного походження активно вживалися в їжу вже з ранньої епохи періоду Дзьомон. Більшість з них складали тверді плоди дерев, такі як каштани, горіхи та жолуді, і бульби — батат та діоскорея. Їх збирали восени у великих кількостях і складали у плетені з лози кошики. З жолудів виготовляли борошно на примітивних жорнах і випікали хліб. Частину продуктів зберігали на зиму в неглибоких декількох 1-метрових ямах, які знаходилися в межах поселень. Доказами існування таких ям є стоянки середньої епохи Саканошіта (Аріта, Саґа) та кінцевої епохи Мінамі-Ґатамаеіке (Санйо, Окаяма). Окрім твердих плодів джьомонівці споживали водяні горіхи, актінідії, плоди сапіндусів і афанантів, японський дерен, виноград, свидину. Зерна цих рослин були знайдені поруч із запасами твердих плодів на стоянці Торіхама (Вакаса, Фукуй). Ймовірно, джьомонівці займалися примітивним сільським господарством, про що свідчать виявлені на місцях їхніх поселень рештки сільськогосподарських культур — гарбузів-горлянок та золотистої квасолі. Вони також збирали китайську кропиву та корпиву тунберга, з якої виготовляли волокно для одягу.

### Житло
Протягом усього періоду Дзьомон мешканці Японського архіпелагу мешкали у землянках і напівземлянках, традиційних житлах докерамічної доби. Житло було заглибленим у землю, мало земляні стіни і підлогу, а також каркас з деревних стовпів, який підтримував дах з шкір тварин, трави та хмизу. Дзьомонівські землянки різнилися за регіонами. Найбільше їх знаходять у Східній Японії; менше — у Західній.
Житла початкової доби мали просту конструкцію. Вони поділялися на прямокутні або круглі у плані. Центром житла було вогнище, яке мало декілька типів: земляне, глечикове і кам'яне. Перше виготовляли шляхом простого викопування неглибокої ямки в підлозі, в якій де палили хмиз і дрова; друге майстрували з нижньої частини горщика, яку вкопували у підлогу; третє споруджували з гальки або малих камінців, якими обкладали місце для багаття. Житла регіонів Тохоку та Хокуріку цієї епохи відрізнялися від решти японських аналогів великими розмірами. Починаючи з середньої епохи вони мали складну конструкцію, що передбачала використання декількох вогнищ в одній оселі.
Житло джьомонівців було не лише місцем відпочинку, а й простором, тісно пов'язаним із їхніми світоглядом і віруваннями. Після 3 тисячоліття до Р. Х. з'явився звичай заривати при вході до землянки, що форми малого коридору, непошкоджені керамічні глеки або горщики. Припускають, що в них складала молочні зуби або плаценту новонароджених. В деяких оселях розміщували кам'яні фалічні палиці секібо або ритуальні кам'яні помости. В Центральній Японії та регіоні Канто існували землянки із вимощеною пласким каменем підлогою.
Середньостатистична площа джьомонівського житла становила 20 — 30 м². Зазвичай, в ньому проживала одна сім'я від 5 осіб і більше. Доказом такої кількості мешканців служить знахідка на стоянці Убаяма (Ітікава, Тіба), де була виявлено поховання родини в землянці — два чоловіки, дві жінки і одна дитина.
Існували також великі будівлі, які знаходять у Північній та Північно-центральній Японії. Зокрема, на стоянці Фудодо (Асахі, Тояма) дослідники розкопали землянку, що мала чотири вогнища і в плані нагадувала еліпс завдовжки 17 м і радіусом 8 м. На стоянці ж Суґісавадай (Ношіро, Акіта) було виявлено землянку такої ж форми, завдовжки 31 м і радіусом 8,8 м. Точне призначення цих великих будівель невідоме. Гіпотетично вони могли виконувати роль місця зборів, комори або колективної майстерні.

### Поселення

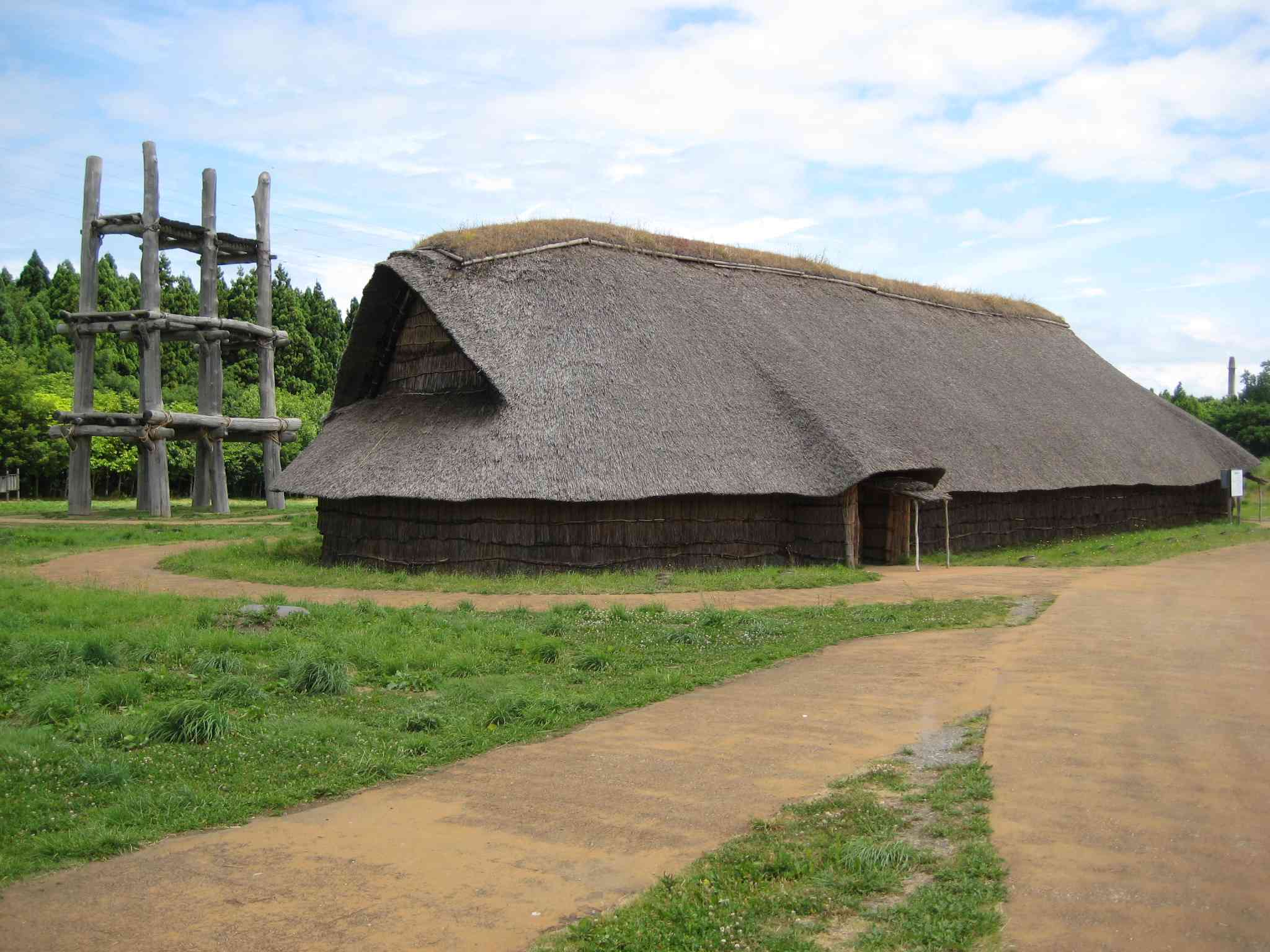
«Зал зборів» в реставрованому поселенні на стоянці Саннай Маруяма.

Декілька жител утворювали поселення. В початкову епоху періоду Дзьомон воно складалося з 2 − 3 землянок. В ранній епосі кількість осель збільшилася, що дає підстави говорити про поступовий перехід джьомонівців до осілого способу життя. Житла споруджували довкола площі на приблизно однаковій відстані. Ця площа була центром громадського і релігійного життя поселення.
В історіографії такий тип послень називають «круглим» або «підковоподібним». Вони були традиційними на всій території Японського архіпелагу починаючи з середньої епохи періоду Дзьомон. Невідомо, чи були поселення тимчасовими або постійними, проте відомо, що їхні мешканці проживали в них тривалий час. Про це свідчить тяглість керамічних культурних стилів поселення, а також нашарування поселень раннього періоду на поселення пізнього.
Окрім житлових споруд до складу поселення входили так звані «будівлі на підпорах». Фундамент цих споруд нагадував прямокутник, еліпс або шестикутник. Вони не мали земляних стін, підлоги і вогнища і знаходилися на стовпах-підпорах. Ширина цих будівель коливалася в межах 5 — 15 м. Вони були найбільшими спорудами на зразок великих землянок північнояпонського типу. Призначення «будівель на підпорах» невідоме.
Окрім осілих поселень археологи також знаходять поселення, які не мали осель і нагадують тимчасові табори.

### Поховання
Мешканці Японії періоду Дзьомон, зазвичай, ховали небіжчиків у мушлевих насипах. Ці насипи виконували одночасно роль смітника і кладовища, і знаходилися поруч із житлами дзьомонвіців. За результатами археологічних досліджень на один насип початкової доби припадало 1-2 поховання, а на аналогічний насип пізньої доби — понад 30. В 1 тисячолітті до Р. Х. з'явилися великі цвинтарі, як в мушлевому насипі на стоянці Йошіґо (Тахара, Айті), де було знайдено понад 300 кістяків. Матеріали поховань свідчать про перехід джьомонівців від кочового до осілого способу життя, а також про поступове зростання населення стародавньої Японії.
Більшість джьомонівських поховань належать до скорчених поховань: руки і ноги померлого згинали так, що його тіло нагадувало ембріон, поміщали в яму без труни і закопували. Відомі також окремі випадки витягнутого поховання, які набули поширення з 3 тисячоліття до Р. Х.. Починаючи з кінцевої доби, поряд із похованням з'явився звичай спалювання мертвих: обпалені кістки кінцівок померлого складали у прямокутник, а посеред нього складали череп та інші кістки. Як правило поховання були індивідуальними, проте існували й колективні могили для родичів або дітей. Найбільша колективна могила періоду Дзьомон, завдовжки 2 м із 15 похованнями, була знайдена в мушлевому насипі стоянки Міямотодай (Фунабасі, Тіба).
Окрім звичайних ямних поховань у мушлевих насипах існували й інші. В ряді стоянок археологи знаходять могильники, в яких небіжчики поховані у ямах із кам'яною підлогою або у великих кам'яних гробах. Такий тип поховання був звичним для Північної Японії в кінцеву добу епохи. На території Хоккайдо традиційними були поховання на окремих великих цвинтарях поза поселенням з багатим поховальним інвентарем. Крім цього на всій території тогочасної Японії існував звичай ховати мертвонароджених, грудних малюків і померлих дітей віком до 6 років у керамічних глеках (глекові поховання). Зрідка в таких глечиках ховали дорослих — їхні тіла спалювали, а кістки, після обряду миття водою, вкладали у посуд.

### Обряди і вірування
Джерелом про релігійні уявлення жителів Японії періоду Дзьомон є поховальний інвентар. Його наявність свідчить, що джьомонівці вірили в існування душі та потойбічне життя. До складу такого інвентаря входили речі, які небіжчик використовував за життя: гребінці, сережки, браслети, нашийні і нагрудні прикраси, персні та пояси. Найчастіше у джьомонівських похованнях зустрічаються мушлеві браслети та пояси з оленячого рогу. Перші виготовлялися з великих мушель гліцимеріса або раппана, в середині яких відкривали отвір для руки і шліфували до блиску; другі майструвалися з розвилки оленячого рогу і покривалися складним орнаментом. Прикраси мали не лише естетичну, а й ритуально-магічну функцію. Браслети зазвичай носили жінки, а пояси — чоловіки. Кількість і багатство декору прикрас вказували не на соціальну, а статеву чи вікову диференціацію.
Серед джьомонівців пізньої епохи існував ініціаційний звичай виривання або спилювання зубів. За життя молодій людині видаляли певну кількість різців або ікла, що знаменувало про її входження до групи дорослих. Спосіб і порядок виривання зубів різнився в часі за регіонами. Також побутував звичай підпилювання чотирьох різців верхньої щелепи у формі малих тризубців або двозубців. Реалізація таких операцій потребувала складник хірургічних навичок.
Ще одним артефактом, пов'язаним із релігійними уявленнями джьомонівців, є керамічні жіночі статуетки доґу. Їх інколи називають «джьомоніськими венерами». Найдавніший зразок такої статуетки був знайдений на стоянці Ханавадай (Сакура, Тіба), що датується ранньою добою періоду Дзьомон. Залежно від стилю виконання доґу класифікують на декілька типів: пласкі, циліндричні, рельєфні з ногами, з трикутними обличчями, пугачеподібні, з окуляроподібними очима. Майже всі статуетки зображають жінок з великим, можливо вагітним, животом. Як правило їх знаходять у поламаному стані. Припускають, що доґу символізували жіноче начало, родину, народжуваність і використовували в обрядах, пов'язаних із культом фертильності. З цим же культом асоціюються фалічні символи — кам'яні палиці секібо, кам'яні мечі та ножі, які уособлюють чоловіче начало, владу, авторитет.
Дзьомонівці також виготовляли дерев'яні і кам'яні доґу. Вони відігравали роль амулетів-оберегів. Таку саму роль мали «кривоцвіти» маґатама, що виготовлялися з дорогоцінного каменю і носилися на шиї. Окрім них жителі стародавньої Японії виготовляли керамічні маски, призначення яких невідоме.

## Виробництво
Населення періоду Дзьомон виробляло кам'яні та дерев'яні знаряддя і вироби, використовувало асфальт та техніку лакування урусі.